# Gonocarpus micranthus
Gonocarpus micranthus är en slingeväxtart. Gonocarpus micranthus ingår i släktet Gonocarpus och familjen slingeväxter.

## Underarter
Arten delas in i följande underarter:
- G. m. micranthus
- G. m. ramosissimus

## Bildgalleri

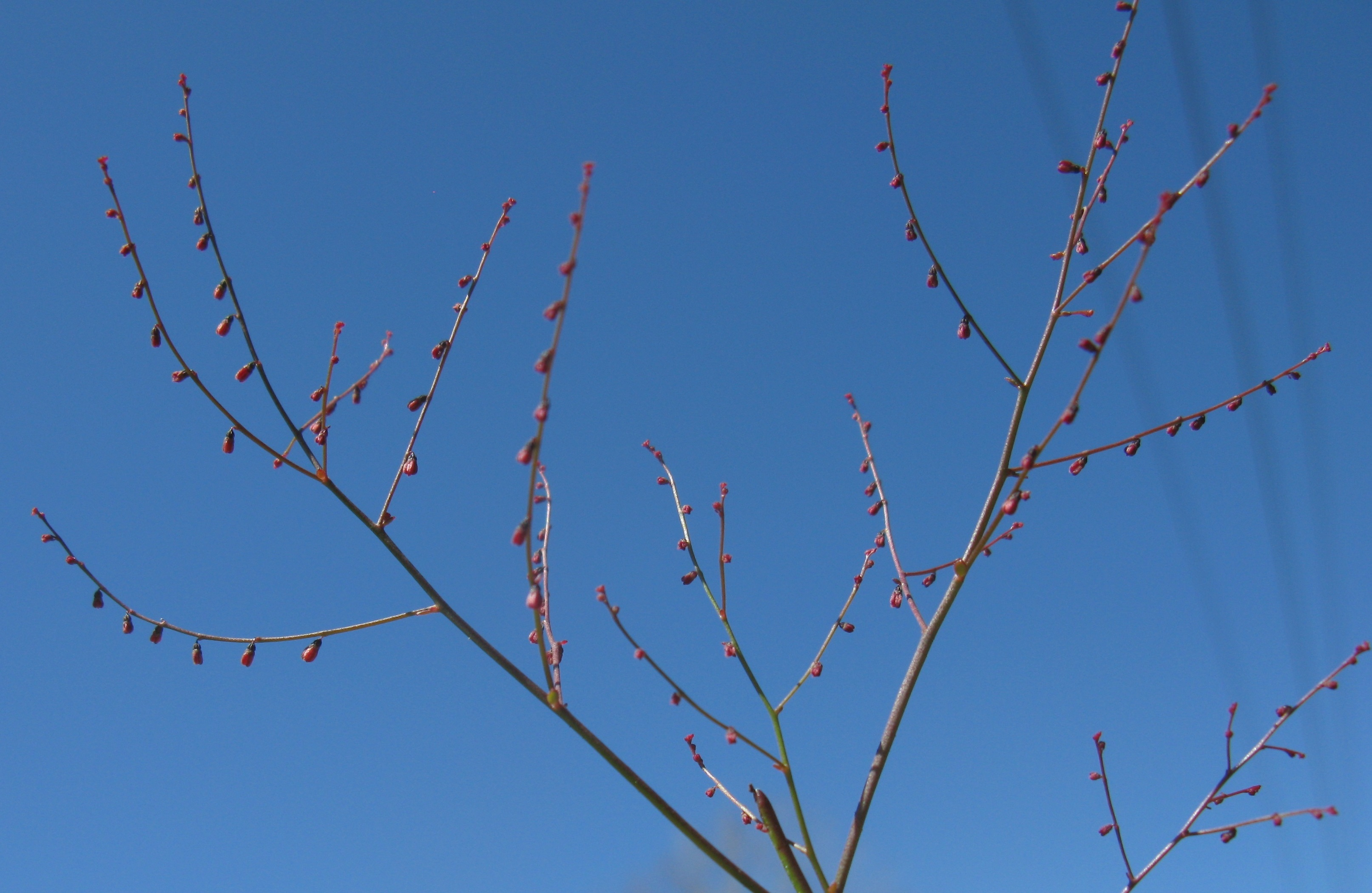